# Claude Giraud
Claude Pierre Edmond Giraud (ur. 5 lutego 1936 w Chamalières, zm. 3 listopada 2020 w Saint-Priest-des-Champs) – francuski aktor filmowy, teatralny, telewizyjny i głosowy.
W popularnej komedii Przygody rabina Jakuba (1973) partnerował Louisowi de Funèsowi odtwarzając postać arabskiego rewolucjonisty, Mohameda Larbi Slimana. W latach 60. (w trzech pierwszych filmach z cyklu o przygodach markizy Angeliki – w tej roli Michèle Mercier) grał rolę Philippe’a de Plessis-Bellière. Były to filmy: Markiza Angelika (1964), Piękna Angelika (1965) oraz Angelika i król (1966).

## Filmografia
- Oszuści (1958) jako Toni
- Krąg (1964) jako Georges
- Markiza Angelika (1964) jako Philippe de Plessis-Bellière
- Piękna Angelika (1965) jako Philippe de Plessis-Bellière
- Angelika i król (1966) jako Philippe de Plessis-Bellière
- Adolf (1968) jako porucznik d’Aulnay
- Mayerling (1968) jako Wielki baletmistrz Francji
- Przygody rabina Jakuba (1973) jako Mohamed Larbi Slimane
- Pani Bovary (1974) jako Rodolphe Boulanger
- Czarny anioł (1994) jako Romain Bousquet
- Cordier, sędzia i policjant (1992–2005; serial TV) jako Ackmann (gościnnie, 1995)